# Molnár Levente (színművész, 1981)
Molnár Levente (Budapest, 1981. április 18.) magyar színész és szinkronszínész. A Momentán Társulat tagja. Húga, Molnár Ilona szintén szinkronszínész.

## Pályafutása
Földessy Margit és Demjén Imre tanítványa. Kilencévesen lépett föl először, húgával együtt, Lázár Ervin A négyszögletű kerek erdő című könyvének színpadi változatában. 1991 óta szinkronizál. Az ELTE angol–magyar szakos hallgatója.
A Momentán Társulat tagja.

## Anime/Rajzfilm szinkronszerepei
- Ed, Edd és Eddy: Dupla D
- A párbaj mesterei: Rekuta
- Fosterék háza képzeletbeli barátoknak: Terence Kazoo
- Ricky Sprocket: Ricky Sprocket
- Jimmy Neutron kalandjai: Jimmy Neutron
- League of Legends: Nunu
- Hé, Arnold!: Arnold
- A varázslatos iskolabusz: Carlos
- Tak és juju varázsereje: Tak, a varázsló
- Nyomi szerencsétlen utazásai: Nyomi
- Pelswick, egy vagány két keréken: Pelswick
- Tsubasa kapitány: Tsubasa Ozora
- A dinoszauruszok királya: Rex Owen
- Totál Dráma: Harold, Tom
- Chrono Crusade: Chrono
- Beyblade + V-Force: Tyson Granger
- Bleach: Ayasegawa Yumichika (2. hang)
- Digimonszelídítők: Henry Wong (2. hang)
- Bújj, bújj, szellem!: Kakinoki Reo
- Moby Dick: Romy
- Yu Yu Hakusho – A szellemfiú: Jin
- Street Fighter Alpha – A film OVA: Shun
- Afro szamuráj: Feltámadás OVA: Jinno
- Yakari: Bölényszem
- Avatár – Aang legendája: Villám (10. epizód)
- Korra legendája: Wu herceg
- Naruto (Animax-változat): Rokushou Aoi (102-106. epizód)
- Fullmetal Alchemist: Testvériség: több szinkronszerep
- Sün Alfréd forró nyomon: Sün Alfréd
- LoliRock - Zach Brady - Gauthier Battoue
- Lupin III.: Cagliostro kastélya (film): Lupin
- South Park: Phillip 'Pip' Pirrip, Ike Broflovski (1. hang)
- Family Guy: Mort Goldman/Neil Goldman
- A kertvárosi gettó
- Vasember: Sakurai kapitány
- Őslények országa 2. – Kalandok a Virágzó völgyben (film): Tappancs
- Rejtélyek Tesz-Vesz városban: Cicó
- Vampire Knight + Vampire Knight Guilty: Kiryu Ichiru
- Cápa csali: Pi
- Pokémon 4. – Az időkapu: Brock (movie)
- Sheen bolygója: Sheen Estevez
- A Yamada család (film) - Noburo
- Digimon Adventure - Izzy
- Scooby Doo és a Virtuális sziget - Eric Staufer - Bob Bergen
- Cápamese - Lenny - Jack Black
- Gondos bocsok 2. (film) - Fényes szív - Julie Lemieux (2. magyar változat)
- Gondos Bocsok – Utazás Mókavárosba (film) - Fényes szív
- A Hihetetlen család - Steve Tipró - Micheal Bird
- A Hihetetlen család 2. - Steve Tipró - Michael Bird
- Karácsony Artúr (2011) - Artúr - James McAvoy
- Cápa csali - Pi - Freddie Prinze Jr.
- Madagaszkár (2005) - Marty, a zebra - Chris Rock
- Madagaszkár 2. (2008) - Marty, a zebra - Chris Rock
- MadagaszKarácsony (2009) - Marty, a zebra - Chris Rock
- Madagaszkár 3. (2012) - Marty, a zebra - Chris Rock
- Lorax (2012) - Ted - Zac Efron
- W.I.T.C.H. - Matt
- Animália - Alex
- Turbó kutyák - Nyíl
- Miss BG - Alex
- Mumin-völgy - Mumin
- Penn Zero, a félállású hős - Penn Zero - Thomas Middleditch
- Saolin leszámolás - Raimundo Pedrosa
- Supa Strikas – Fociláz - Laza Joe (M2-es szinkron)
- Star Wars: Lázadók - Birodalmi Rohamosztagos - Greg Ellis, AP-5 (3x9. rész) - Stephen Stanton
- Zombik szigete - Buttsquat - Carter Hayden
- Lego Ninjago: A Spinjitzu mesterei - Uthaug
- Star Wars: A klónok háborúja - Rohamdroidok - Matthew Wood
- Star Wars: A Rossz Osztag - AZI-345211896246498721347 - Ben Diskin
- Krétazóna - Boris - Kimberly Brooks
- Bab Berci kalandjai - Bab Berci
- Kő, Papír, Olló - Papír
- Gumball csodálatos világa - Larry Needlemeyer (6. évad) - Kerry Shale
- A Pókember elképesztő kalandjai - Alexander O'Him / Rhino - Max Mittelman
- Bosszúállók újra együtt - Peter Parker / Pókember - Drake Bell

## Sorozatbeli szinkronszerepei
- 90210 - Ethan Ward - Dustin Miligan
- A bárka - Ulises Garmendia - Mario Casas
- Alf - Brian Tanner - Benji Gregory (3. hang)
- A férjem védelmében - Cary Argos - Matt Czuchry (volt Hallmark, most Universal Channel)
- A hős alakulat - PFC Ronnie Gibson - Tom Budge
- Az óceán lánya - Benny Malcovitch - Sudi de Winter
- Balfék körzet - Aitor - Mario Casas
- Baywatch - Hobie Buchannon - Jeremy Jackson (2. hang)
- Buffy, a vámpírok réme - Daniel 'Oz' Osbourne - Seth Green (1. hang)
- Bundás - Adam Scott - David McIlwraith
- Cinecitta - Gabriele - Emiliano Coltorti
- Dallas - Christopher Ewing - Eric Farlow (1983-85), Joshua Harris (1986-91)
- Dr. Csont - Dr. Lance Sweets - John Francis Daley
- Enid Blyton - Philip - Peter Malloch
- Gossip Girl – A pletykafészek - Chuck Bass - Ed Westwick
- Hetedik mennyország - Matt Camden - Barry Watson (Viasat3, TV2 szinkron verzió)
- Hősök - Zach - Thomas Dekker
- Internátus - Mateo Tabuenca - Alejandro Botto
- Iskolatársak - Michele - Riccardo Scamario
- Kalandok Kythera szigetén - Spike - Garry Perazo
- Makoi hableányok - David - Rowan Hills
- McLeod lányai - Sean Howard - Richard Wilson
- Megperzselt szívek - Tanguy - Rémy Roggero
- Miért pont Brian? - Brian Davis - Barry Watson
- Organikus narancs - Jeremy 'Bazza' Bazlington - Troy Beckwith
- Öten a szigeten - Julian - Marco Williamson
- Salty, a fóka - Tim - Johnny Doran
- Sea Quest – A mélység titka - Lucas Wolenczak - Jonathan Brandis
- Shameless – Szégyentelenek – Lip Gallagher – Jeremy Allen White
- Szívek szállodája - Dave Rygalski - Adam Brody
- Soy Luna - Ramiro - Jorge López
- 11 - Gabo - Mariano Gonzalez
- Bia- Kevsho
- Szörfsuli - Joe Sanderson - Matt Rudduck
- Született feleségek - Zach Young - Cody Kasch
- Tinik, tenisz, szerelem - Squib Furlong - Max Walker
- Veronica Mars - Wallace Fennel - Percy Daggs III
- Zűrzavaros vakáció - Chan - Jeremy Lync
- A szerelem nevében - Gabriel Lizardi - Erick Elías

## Filmes szinkronszerepei
- A lélek zenéje – Quentin – Michael Welch
- Egyetlenem – Robbie – Mark Rendall
- A kukorica gyermekei 3: A terjeszkedő gyökerek – Eli Porter - Daniel Cerny
- Visszajáró pénz - Ben Willis - Sean Biggerstaff
- Dalok ismerkedéshez – Nick – Michael Cera
- Dallas: Jockey visszatér - John Ross "Johnny" Ewing - Omri Katz
- Karate kölyök 1-2. - Daniel LaRusso - Ralph Macchio
- Karate kölyök 3. - Johnny Lawrence (archív felvétel) - William Zabka
- Menyasszony csaléteknek – James Arber – David Tennant
- Nulladik óra - Andrew Clark - Emilio Estevez
- A fegyvertelen katona - Desmond Doss - Andrew Garfield
- Alkonyat – Mike Newton – Michael Welch
- Alkonyat – Újhold – Mike Newton – Michael Welch
- Alkonyat – Napfogyatkozás – Mike Newton – Michael Welch
- Alkonyat – Hajnalhasadás 1. rész – Mike Newton – Michael Welch
- Harry Potter és a bölcsek köve - Oliver Wood - Sean Biggerstaff
- Hupikék törpikék – Ügyifogyi – Anton Yelchin
- Hupikék törpikék 2. – Ügyifogyi – Anton Yelchin
- Hupikék törpikék – A Törpösvölgy legendája – Ügyifogyi – Anton Yelchin
- Tintin kalandjai - Tintin - Jamie Bell
- A csodálatos Pókember - Peter Parker / Pókember - Andrew Garfield
- A csodálatos Pókember 2. - Peter Parker / Pókember - Andrew Garfield
- A herceg menyasszonya - Unoka - Fred Savage
- Angry Birds – A film - Ross/Cyrus - Tony Hale
- A fegyvertelen katona - Desmond Doss - Andrew Garfield
- Scott Pilgrim a világ ellen - Scott Pilgrim - Michael Cera
- Shop-Stop 2. - Elias - Trevor Fehrman (2006)
- Pókember: Nincs hazaút - Peter Parker / Pókember - Andrew Garfield

## Filmszerepek
- Kisváros (1996) tv-sorozat
- Rózsaszín sajt (2009)
- Csalfa Karma (2011) tv-sorozat